# Сухач (Польща)
Сухач (пол. Suchacz, нім. Succase) — село в Польщі, у гміні Толькмицько Ельблонзького повіту Вармінсько-Мазурського воєводства.
Населення — 862 особи (2011).
У 1975-1998 роках село належало до Ельблонзького воєводства.

## Демографія
Демографічна структура станом на 31 березня 2011 року:
|          | Загалом | Допрацездатний вік | Працездатний вік | Постпрацездатний вік |
| -------- | ------- | ------------------ | ---------------- | -------------------- |
| Чоловіки | 439     | 85                 | 310              | 44                   |
| Жінки    | 423     | 89                 | 255              | 79                   |
| Разом    | 862     | 174                | 565              | 123                  |